# Ko Un
Ko Un (nacido el 1 de agosto de 1933) es un poeta de Corea del Sur. Sus obras han sido traducidas y publicadas en más de 15 países. Ko es mencionado habitualmente como uno de los principales candidatos para el Premio Nobel de Literatura y los periodistas coreanos suelen acampar afuera de su casa antes del anuncio del destinatario anual del premio.

## Biografía
Ko Un nació en seul, en 1933. No pudo acabar sus estudios en la Escuela secundaria Gunsan a causa de la guerra de Corea.
La guerra de Corea lo traumatizó de forma física y psicológica, y provocó la muerte de muchos de sus familiares y amigos. Su audición se vio afectada por el ácido que echó en su oído durante una crisis aguda que tuvo en este tiempo y se dañó aún más después de recibir una paliza de la policía en 1979.
En 1952, antes de acabar la guerra, Ko se hizo monje budista. Después de una década de vida monacal, decidió regresar a la vida secular en 1962 y entregarse a la poesía. Desde 1963 a 1966 vivió en Jejudo, donde fundó una escuela benéfica, y después regresó a Seúl. Su vida no fue tranquila en el mundo exterior y se lesionó al intentar suicidarse por segunda vez en 1970.
En la época en la que el gobierno de Corea del Sur intentó frenar la democracia al proponer la Constitución Yusin a finales de 1972, Ko Un se volvió muy activo en el movimiento democrático y lideró esfuerzos para mejorar la situación política en Corea del Sur, por lo que fue a la cárcel en cuatro ocasiones (1974, 1979, 1980 y 1989). En mayo de 1980, durante el golpe de Estado llevado a cabo por Chun Doo-hwan, Ko Un fue acusado de traición y sentenciado a 20 años de cárcel. Salió en agosto de 1982 como parte de un indulto general.
Después de su libertad, su vida fue más tranquila. Sin embargo, sorprendió a su amplió número de seguidores al corregir muchos de sus poemas publicados antes. Ko Un se casó con Lee Sang-wha el 5 de mayo de 1983 y se mudó a Anseong, provincia de Gyeonggi, donde sigue viviendo. Continuó escribiendo y empezó a viajar, lo que le proporcionó mucha materia prima para sus poemas. Desde 2007 es profesor invitado en la Universidad Nacional de Seúl, donde enseña poesía y literatura.
En 2011 Ko recibió un certificado que lo nombraba "Isleño honorario" de la isla de Jejudo.

## Obra
Desde su debut literario en 1958 con los poemas "Tuberculosis" y "El mensaje de la noche de primavera" (Bombamui malsseum) en Poesía contemporánea, ha publicado numerosas recopilaciones de poemas, incluida Sensibilidad del nirvana (Piangamseong, 1960), Sol (Hae) y Aldea de una nueva lengua (Sin eoneoui maeul, 1967). Su primera poesía se basa en la confrontación desesperada y existencial con el sinsentido. Ko Un rescata la desesperanza de la vida absurda, y sus dificultades propias como poeta, hechizado por las omnipresentes sombras de la muerte que dominan la posibilidad de apreciar la vida. Pero el tema de la muerte en estas obras no basa en el miedo sino en la estética o en la indulgencia filosófica. Su poesía también está marcada por un lenguaje sentimental muy cultivado, que muestra destellos de la ansiedad del poeta.
Los años setenta fueron un punto de cambio en la carrera del poeta, con la publicación de Tras ir al pueblo Munui (Munui maeure gaseo, 1974), Escalar una montaña (Ipsan, 1977) y Carretera de madrugada (Saebyeokgil, 1978). Aquí el poeta rechaza el disgusto y el vacío de sus dificultades personales anteriores y se enfrenta a las fuerzas de la historia y la realidad. Con un ojo crítico puesto en la sociedad contemporánea y un conocimiento profundo de la historia colectiva, el poeta escribe sobre la injusticia social y su propio deseo apasionado de luchar contra ella. Su poema "Flechas" (Hwasal), representativo de este periodo, muestra la base de su poesía en la lucidez de la realidad presente y la tragedia inherente en su sacrificio por la justicia.
La época de transición de su poesía corresponde a sus obras anteriores, que muestran la actitudad escéptica del poeta hacia la existencia, que después se transformó en un entendimiento de incertidumbre y duda. Su poesía evolucionó de nuevo después de sus experiencias en la década de 1980. Durante este periodo de cambios sociales, el poeta compuso dos poemas épicos, "Diez mil vidas" (Maninbo) y "Monte Baekdusan" (Baekdusan). En estas dos obras, retrata de forma imaginativa varios aspectos de la a veces trágica y desafiente realidad. El primero de estos poemas merece destacarse por su enorme alcance, que captura de forma eficaz la complejidad de la imaginación del poeta. Aquí Ko Un teje los colores y contornos de la vida de las personas, rechazando restricciones espaciales y temporales, y a través de la repetición y los efectos de capas, hace que la belleza del poema resplandezca más de lo habitual. Si "Monte Baekdusan (Baekdusan) es una obra narrativa sobre la fe en la historia, este poema es una obra de lenguaje emotivo que sintetiza las realidades de la vida de la gente y profundiza y expande la conciencia histórica.

## Obras en español[1]
- Diez mil vidas (만인보)

## Obras

### Poesía
- Sensibilidad del nirvana (1960)
- Poemas costeros: Dios, la última aldea de los lenguajes (1966)
- Sentencia de muerte (1960, 1988)
- Senoya: pequeñas canciones (1970)
- Tras ir a Munui (1977)
- Yendo al retiro en la montaña (1977)
- El continente 1-9 (1977)
- Camino de madrugada (1978)
- Estrellas de la tierra natal (1984)
- Poemas pastorales (1986)
- Volad alto, poemas (1986)
- La persona que debe vivir (1986)
- La montaña Sumi Mountain (1987)
- Nirvana (1988)
- Tus ojos (1988)
- Mi tarde (1988)
- La gran marcha de ese día (1988)
- Rocío de la mañana (1990)
- A las lágarimas (1991)
- Mil años de llanto y amor: poemas líricos del monte Baekdusan (1990)
- Montaña Diamante del Mar (1991)
- ¿Qué son los poemas zen? (1991)
- Canciones de la calle (1991)
- Canción del mañana (1992)
- El camino no escogido aún (1993)
- Canciones para Charyong (1997)
- La isla Dokdo (1995)
- Diez mil vidas, 15 vols (1986-1997)
- Monte Baekdusan: un poema épico, 7 vols (1987-1994)
- La estela conmemorativa (1997)
- Murmurando (1998)
- Un viaje lejano, lejano (1999)
- Sur y norte (2000)
- Poemas del Himalaya (2000)
- Flores de un momento (2001)
- La poesía dejada atrás (2002)
- Canciones tardías (2002)
- Diez mil vidas, Vols 16-20 (2003)
- Diez mil vidas, Vols 21-23 (2006)

### Novelas de ficción
- El cerezo de otro mundo (1961)
- Eclipse (1974)
- Un pequeño viajero (1974)
- La taberna nocturna: colección de relatos (1977)
- Un nombre hecho pedazos (1977)
- Hansan and Seupduk: almas en pena (1978)
- Cierto muchacho: colección de relatos (1984)
- El sutra Guirnalda de Flores (pequeño peregrino) (1991)
- El campo de ellos (1992)
- El desierto que yo hecho (1992)
- El Arirang de Jeongseon (1995)
- El poeta vagabundo Kim, 3 vols (1995)
- Zen: una novela, 2 vols (1995)
- La montaña Sumin, 2 vols (1999)

### Ensayos
- Nacido para ser triste (1967)
- Atardecer en la cuerda G (1968)
- Las cosas que nos ponen tristes (1968)
- ¿Dónde y con qué debemos encontrarnos de nuevo? Un mensaje de desesperanza (1969)
- Está acabando una era (1971), (1973)
- Para la desilusión (1976)
- Intelectuales de Corea (1976)
- El atardecer en el Ghandis (1976)
- La senda secular (1977)
- Con historia, con pena (1977)
- Para el amor (1978)
- O la verdad (1978)
- Para el pobre (1978)
- Penitencia al horizonte (1979)
- Mi espíritu innombrable (1979)
- Era de desesperanza y esperanza (1985)
- Tú y yo en la tierra (1985)
- Flores del sufrimiento (1986)
- Fluye, agua (1987)
- La correspondencia de Ko Un (1989)
- Las hojas se hacen montaña verde (1989)
- Errando y corriendo a toda velocidad (1989)
- La historia es sueño (1990)
- Cómo he vagado de campo en campo (1991)
- El sutra del Diamond Sutra que he vivido (1993)
- Meditación en tierra salvaje (1993)
- Buscador de la verdad (1993)
- No estaré despierto (1993)
- En la plaza de la vida (1997)
- Mañana de poesía (1999)
- El camino tiene huellas de los que lo atravesaron (2001)
- La historia que conocí (2002)
- Hacia una plaza (2002)

### Libros de viajes
- Templos antiguos: mi peregrinaje, mi país (1974)
- La isla Jeju-do (1975)
- Un viaje a la India (1993)
- Mis montañas y ríos(1999)

### Crítica literaria
- La literatura y el pueblo (1986)
- Poesía y realidad (1986)
- Ocaso y vanguardia (1990)

### Biografías
- Biografía crítica de Yi Jungsŏp (1973)
- Biografía crítica del poeta Yi Sang (1973)
- Biografía crítica de Han Yong-Un (1975)

### Autobiografías
- Hijo de la tierra amarilla: mi infancia (1986)
- Yo, Ko Un, 3 volúmenes (1993)
- Mi periodo del bronce (1995) I y II

### Traducciones
- Selección de poemas de la dinastía Tang (1974)
- Selección de poemas de Tufu (1974)
- Chosa: poemas selectos de Kulwon (1975)
- Poemas selectos del Libro de las Odas (1976)

### Libros infantiles
- Soy un perro del campo (1997)
- Quiero ser cartero
- Susto en un día de lluvia
- El cumpleaños de Chayŏng

## Premios
- Primer Premio Anual de Literatura CoreanaF (1974)[8]